# Tetrastichus belokobylskyi
Tetrastichus belokobylskyi är en stekelart som beskrevs av Kostjukov 1995. Tetrastichus belokobylskyi ingår i släktet Tetrastichus och familjen finglanssteklar. Inga underarter finns listade i Catalogue of Life.